# 한스 게르하르트 크로이츠펠트
한스 게르하르트 크로이츠펠트(독일어: Hans Gerhard Creutzfeldt, 1885년 6월 2일 ~ 1964년 12월 30일)는 독일의 신경학자이자 신경병리학자이다.  1885년 6월 2일 독일 함부르크 하르부르크구에서 태어났으며, 크로이츠펠트는 일반적으로 크로이츠펠트-야콥병을 처음으로 기술한 의사로 알려져 있지만, 실제 현재 기준과 일치하는 지는 논란이 있다. 1964년 12월 30일 뮌헨에서 사망했다.

## 생애
크로이츠펠트는 1937년 함부르크에 편입된 하르부르크의 의사 가문에서 태어났다. 1903년 18세의 나이에 크로이츠펠트는 독일군에 징집되어 킬에서 복무했다.
이후 크로이츠펠트는 예나 대학교와 로스토크 대학교의 의과대학에 다녔고,  1909년에 로스토크 대학교에서 박사 학위를 받았다. 그의 실무 훈련 중 일부는 함부르크의 성 게오르그 병원에서 이루어졌다. 의사 자격을 취득한 후 선박 외과 의사로 일하면서 태평양을 항해하며 지역 공예, 언어학 및 열대 식물을 공부할 기회를 얻었다.
1912년 독일로 돌아온 후 크로이츠펠트는 프랑크푸르트암마인 신경학 연구소, 브레슬라우, 킬, 베를린의 정신신경병원, 뮌헨의 독일 정신의학 연구소 에서 근무했다.
제1차 세계 대전이 발발하자 크로이츠펠트는 예비 군의관으로 배치되었으며, 전쟁 중 탑승 중이던 보조 순양함 SMS Greif의 침몰에서 살아 남았다. 1916년 2월 29일 포로가 되었지만 군의관이었던  그해 5월 덕분에 송환되었으며 1918년 전쟁이 끝날 때까지 독일 황립해군에서 복무했다.
크로이츠펠트는 1920년에 킬에서 하빌리타치온 과정을 마치고 1925년에 정신겅강의학과 신경학의 특별연구원 이 되었다. 1938년에 크로이츠펠트는 킬에 있는 대학의 정신과 및 신경학부 교수 겸 책임자로 임명되었다. 크로이츠펠트는 알폰스 마리아 야콥과 함께 뇌 조직에 스펀지처럼 구멍을 만드는 크로이츠펠트-야콥병과 같은 신경퇴행성 질환을 인식하는 데 도움을 주었다. 현재는 이것이 프리온 이라고 불리는 일종의 감염성 단백질에 의한 것으로 밝혀졌다.
나치 독일 시절 크로이츠펠트는 1932년부터 1933년까지 하인리히 힘러가 이끄는 슈츠슈타펠의 후원 회원이었다.

## 말년 생애
크로이츠펠트는 제2차 세계 대전이 발발했을 당시 54세였다. 크로이츠펠트는 슈츠슈타펠과 나치 정권에 비판적 입장을 가지고 있었으며 강제 수용소에서 일부 사람들을 죽음으로부터 구할 수 있었고 또한 나치의 비자발적 안락사 계획인 T4 작전으로 거의 모든 환자가 살해당하는 것을 막을 수 있었다. 전쟁 중에 폭격으로 그의 집과 진료소가 파괴되었다.
전쟁이 끝난 후 크로이츠펠트는 영국 점령군에 의해 해임되기 전까지 6개월 동안 킬 대학교의 학장을 역임했다. 대학을 재건하려는 그의 노력은 더 많은 전직 육군 장교들이 그곳에서 공부할 수 있도록 허용하기를 원했기 때문에 영국과 일련의 갈등을 일으켰다. 크로이츠펠트는 뮌헨에서 명예교수로서의 삶을 추구하기 위해 1953년 킬에서 사임했다.

## 개인 생활
크로이츠펠트는 경제학자 베르너 좀바르트의 딸인 클라라 좀바르트와 결혼했으며, 다섯 명의 자녀를 두었다. 1964년 12월 뮌헨에서 사망했다.

## 같이 보기
- 크로이츠펠트-야콥병은 프리온이 대뇌 피질, 기저핵 및 척수를 침범해 생기는 치명적인 퇴행성 뇌 질환이다.
- 부신백질이영양증은 지메를링-크로이츠펠트병이라고도 알려진 희귀한 탈수초 질환으로, 뇌 신경 세포의 미엘린 덮개가 손상되어 발작과 과잉 행동이 나타난다.